# Jindou, Fujian
Jindou (kinesiska: 锦斗) är en köping i sydöstra Kina. Den ligger i Yongchun härad i staden Quanzhou i provinsen Fujian,  omkring 140 kilometer sydväst om provinshuvudstaden Fuzhou. Antalet invånare är 13 900. Befolkningen består av 6 626 kvinnor och 7 274 män. Barn under 15 år utgör 18,0 %, vuxna 15-64 år 73 %, och äldre över 65 år 7,0 %.